# Поход Гоцинского на Темир-Хан-Шуру (январь 1918)
Поход Гоцинского на Темир-Хан-Шуру — поход вооружённых отрядов Нажмудина Гоцинского в январе 1918 года на Темир-Хан-Шуру, столицу Дагестана, с целью провозгласить себя имамом. После входа Гоцинского в город, его оппоненты в лице социалистов и части духовенства не приняли идею создания имамата. Не решившись на кровопролитие, Нажмудин пошёл на уступку, приняв должность муфтия, и вывел войско из города.

## Предыстория
В 1917 году после Февральской революции развалилась Российская империя, частью которой была Дагестанская область. В Дагестане сформировался временный областной исполком — орган Временного правительства.
Вскоре начался раскол общества, который впоследствии приведёт к гражданской войне. Значительная часть дагестанцев была сильно исламизирована и стремилась утвердить шариат и возродить Северо-Кавказский имамат, существовавший в прошлом веке. Эти тенденции возглавили шейхи Узун-Хаджи и Нажмудин Гоцинский. Их поддержал класс крупных помещиков и бывших царских офицеров, которые не хотели допустить к власти большевиков. Одними из таких были Микаил Халилов, князь Нух-бек Тарковский и Алихан Кайтмаз. Идеологом объединения стал дагестанский издатель Магомет-Мирза Мавраев. Таким образом сформировался «Шариатский блок».
Другой блок состоял из социалистов, его возглавляли Коркмасов, Дахадаев, Тахо-Годи и другие. Социалисты презентовали себя как сторонников бедноты и угнетаемых помещиками классов, благодаря чему их сторону заняла часть дагестанского духовенства во главе с Али-Хаджи Акушинским, которая опасалась возврата царских устоев и не желала устанавливать имамат, предпочитая более современную систему исламской республики.
Нажмудин пытался сделать себя имамом на Андийском съезде в 1917 году, но после уговоров согласился на должность муфтия Северного Кавказа. Под конец 1917 года социалисты сумели занять большую часть властной структуры в Дагестане.
Следующей площадкой для заявления своих амбиций блок Гоцинского выбрал III съезд Дагестанского исполкома, который планировалось провести в январе 1918 года. Началось формирование отрядов мюридов. Снабжением войска занимался Асельдер Казаналипов.

## Поход
Узнав о походе, социалистическая группировка пустила по городу слухи о том, что шариатисты решили убить всю дагестанскую русскоязычную интеллигенцию и социалистов, изгнать комитеты и захватить всю власть в свои руки. 8 января социалисты собрали крупный митинг в городе. Выступавший Коркмасов рассказал о движущемся к городу 6-ти тысячном отряде и заявил о неправомерности этого с учётом того, что столицу уже покинули русские солдаты. Было заявлено о необходимости послать человека навстречу, чтобы отговорить их вводить войско в город. Гайдар Баммат, который тоже выступил на митинге, заявил об отсутствии причин для волнения, так как у Гоцинского нет намерений на кровопролитие и он идёт в город устанавливать шариат без злого замысла против населения.
Чтобы занять более сильную позицию на съезде, Гоцинский попросил областного комиссара Шаханова пригласить на съезд своих сторонников и алимов или почётных лиц со всех округов. Когда отряды шариатистов уже прошли через Аркасскую гору, некоторые жители города, среди которых были русские и евреи, начали подготовку к бегству. Социалисты раздавали оружие и готовились к обороне. Чтобы успокоить жителей, 9 января Узун-Хаджи выпустил заявление на четырёх языках, где развеял слухи о себе и изложил цели похода: «я хочу восстановить шариат в его полноте и к этому призываю народ… Я иду с целью устранения на пути деятельности исполнительного комитета и национального комитета их противников. Я надеюсь, что при совместном обсуждении с этими комитетами мы примем общие полезные мероприятия, идущие на пользу веры, родины и жизни на этом свете». Шариатисты закрепились в Нижнем Дженгутае. К ним явился Магомед-Кади Дибиров уговаривать не впускать армию в город. Ему, как и пришедшему за ним Алибеку Тахо-Годи, был дан отказ.

## Вход в город

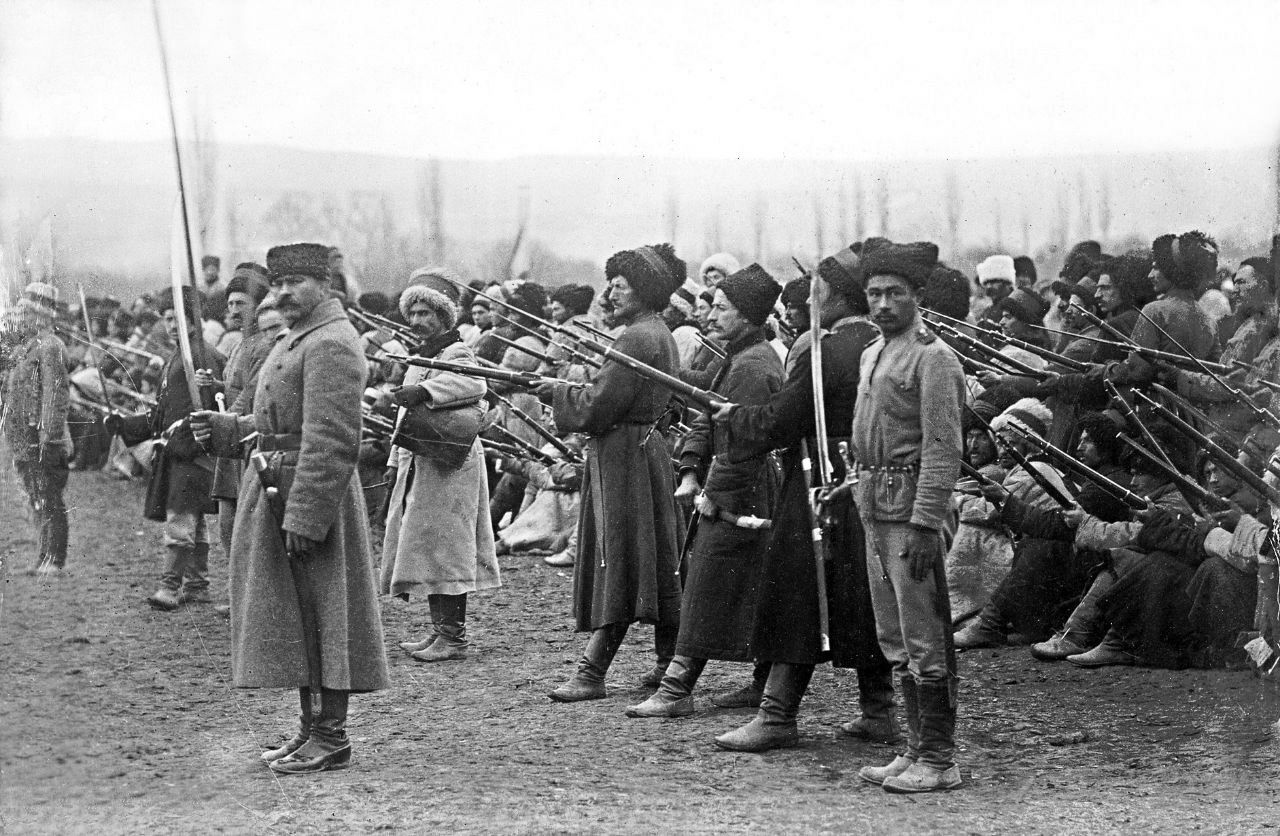
Солдаты шариатистов в Темир-Хан-Шуре. Январь 1918.

10 января в 11 часов дня авангард, мелкий горский отряд с винтовками на вооружении, вошёл в Темир-Хан-Шуру. У горцев на головах были зелёные и красные чалмы. Пелись религиозные молитвы. Вечером, к 5 часам, подступило все войско. Помимо Нажмудина шли и другие влиятельные алимы. В 6 часов улица была наполнена шестью тысячами солдат, которые пошли сквозь город вниз. Не все были вооружены винтовками: кто-то держал кинжалы, другие носили револьверы или сабли. Поднимались красные и голубые знамёна с молитвами. Армию возглавлял на коне с голой саблей Али-Клыч Хасаев с телохранителями. Войско остановилось у здания Дагестанского областного комитета. Группы ушли в казармы, ранее принадлежавшие русским войскам, чтобы переночевать.

К 8 часам вечера настала тишина. Солдаты ущерба городу и горожанам не нанесли. Тахо-Годи писал: «в город прибыло до 10 тысяч народа, а вместе с тем не было ни грабежей, ни воровства. Единственно, что пострадало, так это некоторые деревянные заборы. Ведь дело было зимой и группы людей, ночевавшие на площадях или в холодных казармах, поневоле должны были отапливаться заборами».

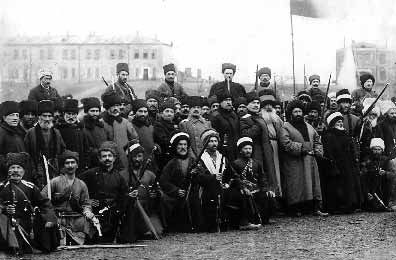
Шариатисты в городе

Гоцинский остановился у Сайпуддина Куваршалова дома. Он приказал охранять церковь, чтобы кто-то из радикальных горцев ни на неё, ни на верующих христиан не напал, еврейское население принесло Нажмудину 3000 рублей для армии. Зная, что социалисты готовили оборонять город, к ним начали ходить на переговоры, чтобы не допустить кровопролития. Их убеждали, что Гоцинский не собирается захватывать всю власть.
На следующих день, после пятничной молитвы, шейх Сиражудин-Хаджи из Инхо объявил Нажмудина имамом. После молитвы Гоцинского и прочих алимов у себя торжественно принял крупный купец Хизри Гаджиев. Чтобы наладить отношения, на обед были приглашены и социалисты. Между гостями начались дискуссии. После обеда все пошли на восточную городскую площадь, где имаму давали присягу. Вскоре в Темир-Хан-Шуре начали заканчиваться продукты, из-за чего имам распустил солдат по домам и назначил Халилова их командующим, сказав, что тот их соберёт, когда будет нужно.

## Съезд
Утром в 6 часов 12 января начался III съезд Дагестанского исполнительного комитета. Нажмудин на нём не присутствовал. Социалисты в знак протеста отказались участвовать. На втором дне съезда Нажмудин также не было. Он объяснил, что прочитанная им на площади речь была настолько длинной, что он возможно простудился, и сказал, что явится на следующий день съезда.

В этот день, 13 января, после обсуждения собравшимися были выдвинуты требования:

1. Предложить муфтию Нажмуддину Гоцинскому сегодня же к вечеру вывести из города всех пришедших с ним Узун-Хаджи людей — как вооружённых, так и не вооружённых, за исключением лиц, набранных заведующим военным отделом Областного исполнительного комитета генералом Халиловым на пополнение двух дагестанских национальных конных полков.
2. В случае неисполнения муфтием Нажмуддином Гоцинским предыдущего нашего предложения распустить сессию Совета и сложить с себя ответственность за последствия, перенося таковую на муфтия.
3. Предложить муфтию Нажмуддину Гоцинскому дать в заседании Совета личное разъяснение по поводу слухов об избрании его имамом.
4. Если им, муфтием, не будут опровергнуты слухи об избрании его имамом, мы, нижеподписавшиеся, слагаем с себя обязанности, возложенные на нас предыдущим Областным советом, и отказываемся от участия в дальнейшей работе.

Нажмудин не ожидал подобного ультиматума и заявил, что явится на следующий день с личным объяснением. 14 января началась очередная сессия съезда. Выступил Гоцинский с двухчасовой речью, сказав: «…Поскольку сейчас из Шуры и других мест Дагестана ушли русские войска, в связи с тем, что для охраны Шуры и Дагестана потребуется армия, принимая во внимание, что в горах были люди, которые только обучались строевому делу, я решил, что следует привести всех этих людей сюда и записать их в милицию…». Он заявил, что не станет противоречить Совету, потому что сам является его членом, и что примет любой титул, данный ЦК Союза горцев. Слушатели во время доклада долго аплодировали. К концу съезда был избран новый состав комитета. Гоцинский был избран муфтием. Узун-Хаджи, недовольный нерешительностью Нажмудина, ушёл с войском из города в горы.

## Последствия
16 января алимы, представители духовенства, собрались в городе для совещания. Председателем съезда был Али Гасанов. Было утверждено решение осуществлять властную и судебную деятельность на шариатской основе. Гоцинский обвинил социалистов в возмущении населения и самовольной раздаче оружия. Касательно необходимости имамства в Дагестане прошла активная дискуссия, но решения на съезде не было вынесено.
Выводом войск воспользовались социалисты и собрали из жителей окрестных сёл митинг на площади. В противовес Гоцинскому социалисты заявили об аннулировании решения съезда о назначении Нажмудина муфтием и избрали себе нового духовного лидера — им стал Али-Хаджи Акушинский, названный шейх-уль-исламом Дагестана. Тот после уговоров согласился. Полковник Джафаров писал: «Митинг у южных казарм, где был провозглашён Али Хаджи, сыграл в Гражданской войне в Дагестане очень большую, если не решающую роль. Значение избрания Али Хаджи заключалось главным образом в том, что Нажмуддин терял надежду когда-нибудь получить сторонников в Даргинском, Шуринском и Хасавюртовском округах. Круг его влияния ограничивался аварскими округами, но и туда вносился раскол».
«...Гоцинский и Узун-Хаджи насильно мобилизовали столько народу и привели его сюда. Что они этим сделали? Собравшись на эту площадь, они закричали: «Нажмуддин – имам!» Вот что они сделали. Мы до сих пор говорили и сейчас говорим: имамство – это угнетение. Мы не допустим угнетения!»

## Галерея

Шариатисты в Темир-Хан-Шуре, январь 1918 года
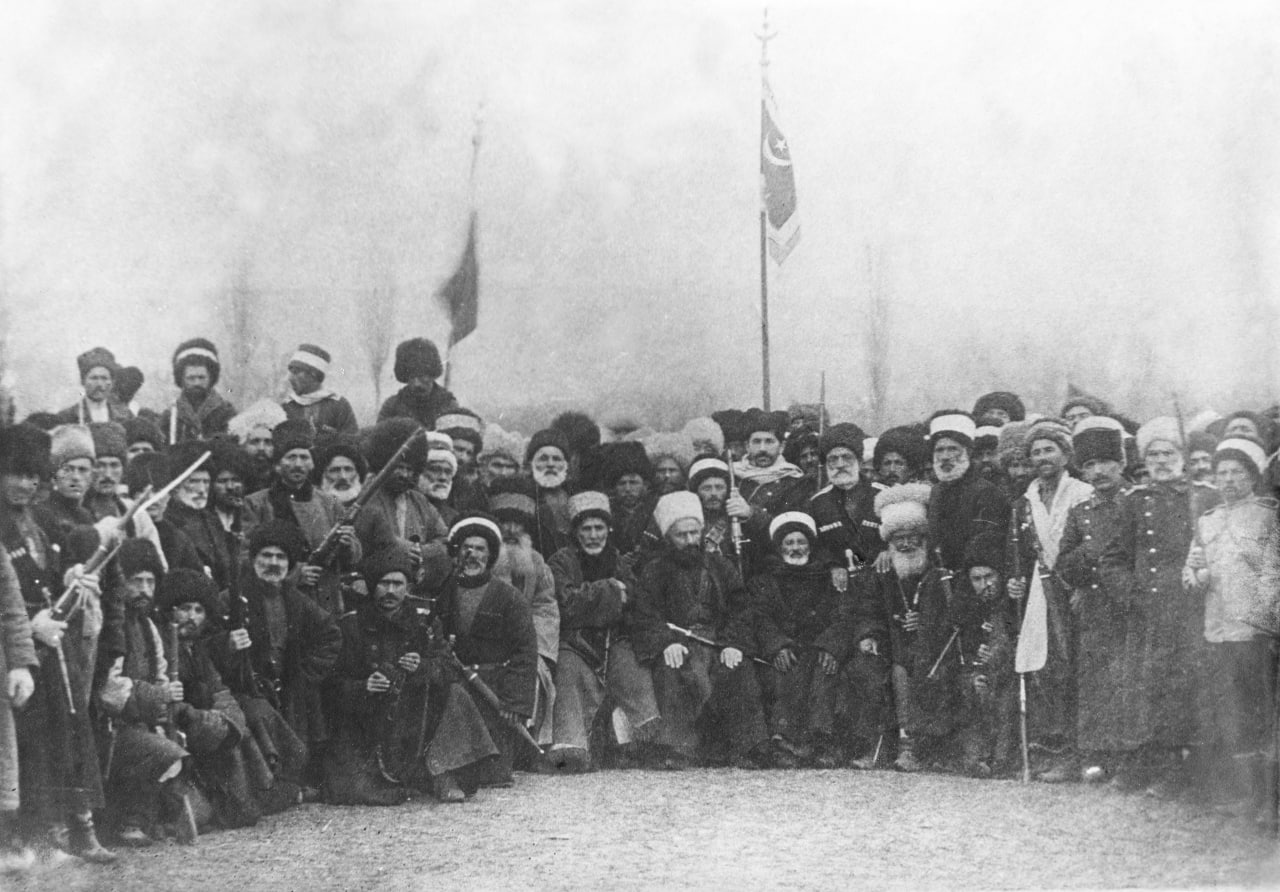
Сидят: 3-й слева Узун-Хаджи, 5-й — Тарко-Хаджи Гарданов, 6-й — Сиражудин-Хаджи из Инхо
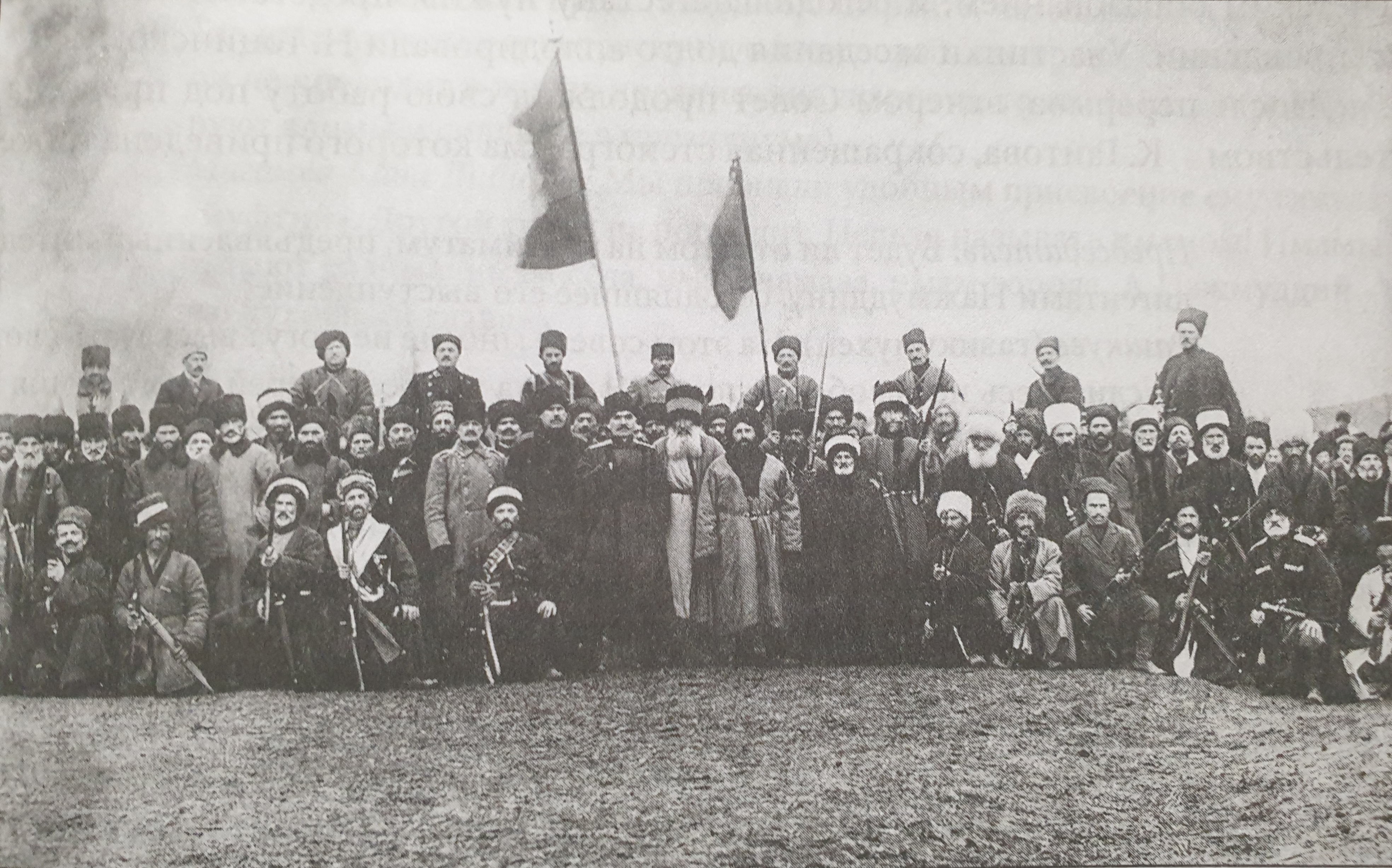
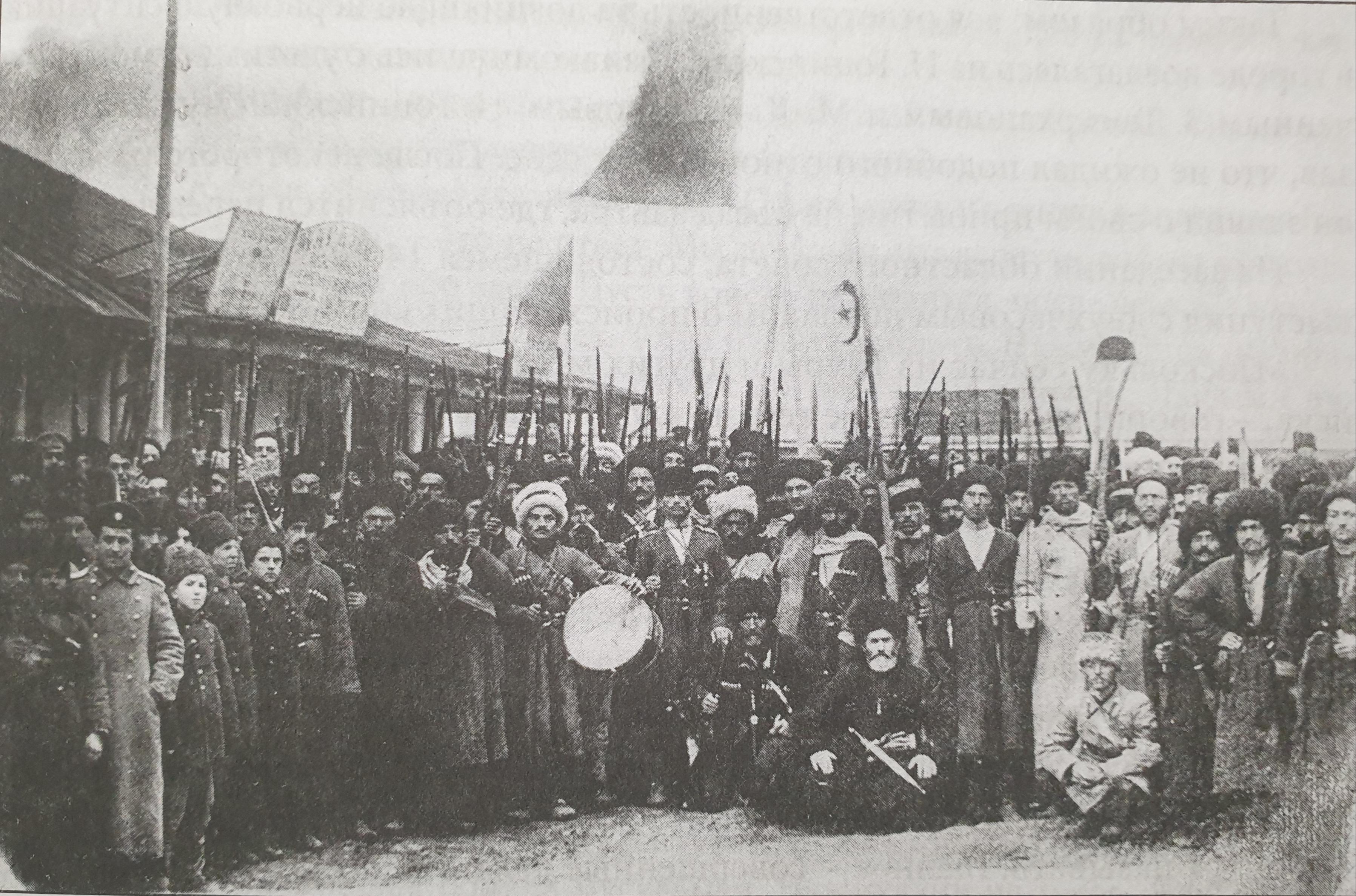
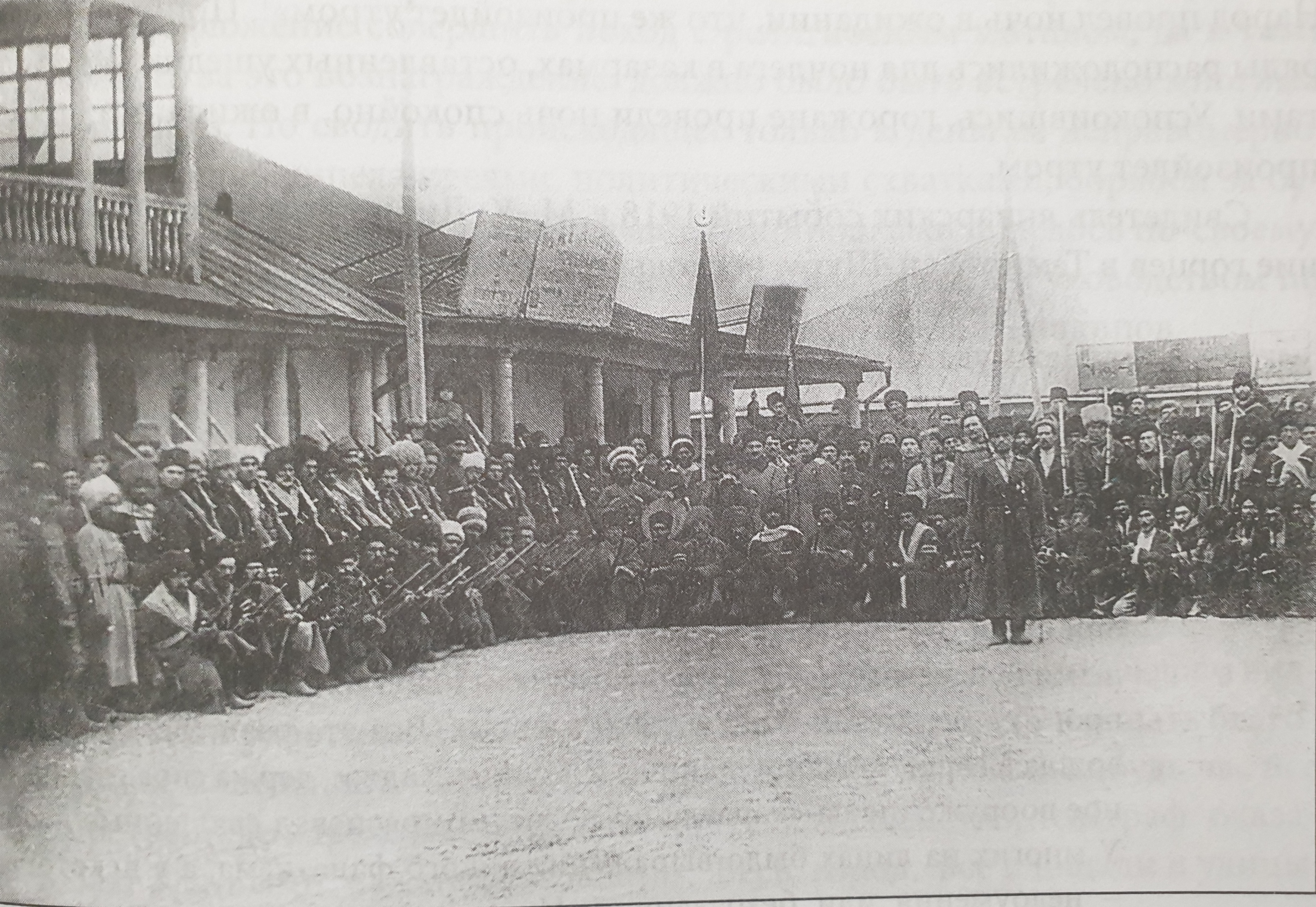